# کارگاه شعر بافی خجسته
کارگاه شعر بافی خجسته مربوط به دوره قاجار است و در یزد، خیابان مسجد جامع، میدان وقت والساعت واقع شده و این اثر در تاریخ ۱۷ اسفند ۱۳۸۱ با شمارهٔ ثبت ۷۷۷۴ به‌عنوان یکی از آثار ملی ایران به ثبت رسیده است.